# Niederdeutsche Bühne Münster
Die Niederdeutsche Bühne am Theater Münster ist ein Theaterensemble am Theater Münster, das es sich zur Aufgabe gemacht hat, das Münsterländer Platt zu pflegen.

## Geschichte
Gegründet wurde sie am 12. Mai 1919 (Satzungsurkunde). Erster Vorsitzender war Friedrich Castelle, einer der Mitbegründer Karl Wagenfeld. Erster Name war Niederdeutsche Bühne der literarischen Gesellschaft Münster in Westfalen, heute heißt sie Niederdeutsche Bühne am Theater Münster.

## Theater
Die Niederdeutsche Bühne Münster hat etwa 70 Mitglieder; davon sind circa 25 aktiv. Ihr Ziel ist die Förderung, Erhaltung und Pflege der niederdeutschen Sprache mit den Mitteln des Theaters. Je Spielzeit wird ein Stück aufgeführt. Im Verlauf dazu sind etwa 40 Proben nötig. Die Darsteller spielen honorarfrei.
Gespielt wurden und werden: Komödien, Dramen, Schwänke, Musicals, Science-Fiction-Stücke, Kriminalstücke, Märchen, Klassiker und modernste Autoren, Ein-Personen-Stücke und Produktionen mit größter Besetzung.
Viel gespielte Autoren waren in den ersten Jahrzehnten des Bestehens der Bühne Wagenfeld, Schurek, Homann, Mehring, Aulke, Hinrichs.
- Spielort ist das Kleine Haus am Theater Münster
- Spielzeit ist im Allgemeinen November bis April

Die Vorsitzenden:
Friedrich Castelle (ab 1919), Bernd Bietendüwel (ab 1938), Johannes Göttker-Schnetmann (ab 1958), Wilhelm Vernekohl (ab 1964), Heinrich Füser (ab 1967), Hannes Demming (ab 1974), Elisabeth Georges (seit 2010)
Die Regisseure:
Frank Wahl, Hanns Niedecken-Gebhard, Willi Wahl, Wolrad Rube, Benno Haffesen, Fritz Settgast, Heinz Kottkamp, Walter Kordt, Paul Pape, Reinhold Ockel, Rolf Weidenbrück, Friedrich Karl Wittich, Werner Brüggemann, Hannes Demming, Hermann Fischer, Cornelius Demming.

## Auszeichnungen
1983 wurde die Bühne mit dem Rottendorf-Preis für Verdienste um die niederdeutsche Sprache ausgezeichnet.